# Nadezhda Kuzhelnaya
{{Info/Astronauta
|nome               = Nadezhda Kuzhelnaya
|imagem             =
|tamanho            =
|legenda            =
|tipo               =Cosmonauta da Roscosmos
|nacionalidade      = Rússia
|data_nascimento    =6 de novembro de 1962 (62 anos)
|local_nascimento   =Vozdvizhenka, Rússia
|data_morte         =
|local_morte        =
|ocupação           =
|ocupação_atual     = [[Licença de piloto comercial (avião)|piloto comercial]] (atual)
|ocupação_anterior  =cosmonauta
|patente            =
|tempo de serviço       = 1994–2004
|seleção            =
|missão             =
|insígnia           =
|aposentadoria      = 2004
}}
Nadezhda Vasilyevna Kuzhelnaya (em russo: Надежда Васильевна Кужельная; Alexeyevskoye, República do Tartaristão; 6 de novembro de 1962) é uma piloto comercial russa e ex-cosmonauta. Foi designada como membro da tripulação da missão Soyuz TM-32, mas, posteriormente, foi retirada, para que o estadunidense Dennis Tito, o primeiro turista espacial, ocupasse seu lugar. Desde sua saída do programa espacial, em 2004, se tornou piloto comercial, trabalhando na empresa aérea russa Aeroflot.

## Trajetória
Nadezhda Kuzhelnaya nasceu em 6 de novembro de 1962 e, desde pequena, demonstrou interesse por filmes e livros sobre ciência e ficção espacial. No ano de 1981, se juntou a um clube de voo e sonhava em se tornar arquiteta, se graduando como tal pelo Instituto de Engenharia de Dnepropetrovsk, em 1984. Ao ver a cosmonauta Svetlana Savitskaya a bordo da missão soviética Soyuz T-7, decidiu estudar no Instituto de Aviação de Moscou, se graduando em 1988. Começou então a trabalhar na área de engenharia aeroespacial, na corporação RKK Energia, onde desenhava equipamentos para voos espaciais.
No ano de 1994, foi aceita para iniciar treinamento como cosmonauta, realizando um treinamento de dios anos, no Centro de Treinamento de Cosmonautas Gagarin junto a seu colega Mikhail Tyurin. Durante seu treinamento, se casou com um instrutor, com quem teve uma filha, fato que a afastou de seu treinamento por um tempo. Posteriormente, foi nomeada engenheira de voo e escalada como tal, para uma missão de nave Soyuz, na qual deveria acoplá-la à Estação Espacial Internacional, o que a tornaria a primeira mulher a pilotar uma espaçonave e a realizar uma manobra de acoplamento (primazias que viriam a ser, posteriormente, da astronauta estadunidense Eileen Collins, na missão STS-63. Kuzhelnaya foi designada para pilotar a Soyuz TM-32, em seu voo à Estação Espacial Internacional, em 2001; contudo, ela terminou removida da tripulação, para dar lugar ao estadunidense Dennis Tito, o primeiro turista espacial da história. Posteriormente, foi designada como reserva da cosmonauta francesa Claudie Haigneré. Entre os anos 1999 e 2004, foi a única mulher cosmonauta no Programa Espacial Russo e em 2004, após um anúncio sobre a possível proibição de mulheres em voos espaciais russos vindouros, anunciou sua retirada para se tornar piloto comercial, assinando um contrato com a empresa aérea russa Aeroflot. Foi uma das duas únicas mulheres a pilotar o avião soviético Tupolev Tu-134.